# カンパヌス
ヨハンネス・カンパヌス（羅:Johannes Campanus 、1220年ノヴァーラ - 1296年ヴィテルボ）はイタリアの占星術師、天文学者、数学者である。
イタリアではジョバンニ・カンパーノ (Giovanni Campano)またはノヴァーラのカンパヌス、またはラテン語表記でCampanus Novariensisと呼ばれる。

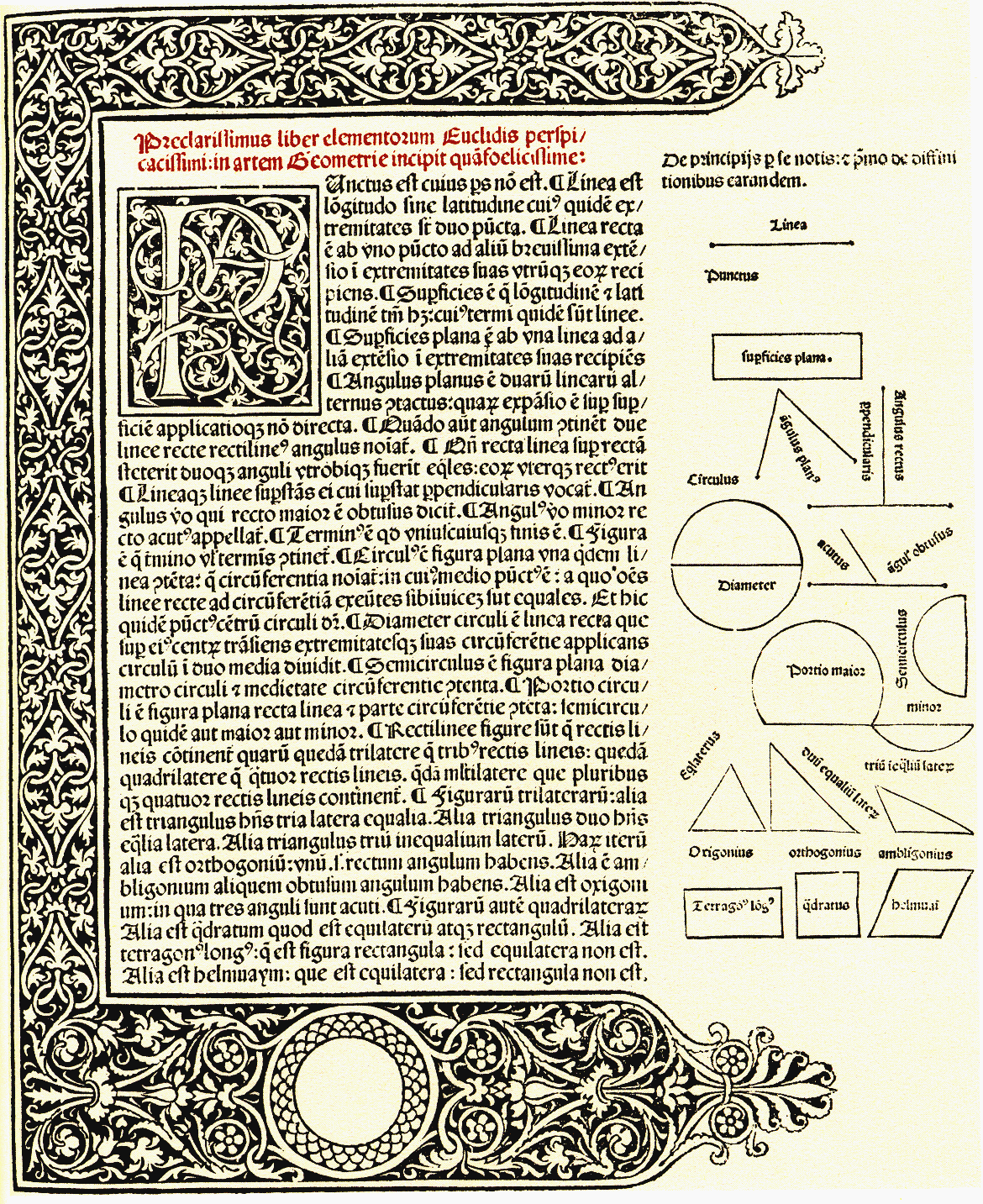
『幾何学原論』

イタリア北部のノヴァーラに生まれた。教皇ウルバヌス4世付の司祭、
ボニファティウス8世の侍医を務めた。アラビヤやスペインに旅した。
1260年にエウクレイデスの『幾何学原論』(Elementa geometriae)をラテン語に翻訳し出版した。これはアラビヤ語の翻訳かギリシャ語の原本から翻訳したもので、他に1120年頃バスのアデラードによって、ラテン語に翻訳されたエウクレイデスの作品も参考にしたと思われる。200年間にわたってつかわれ、1482年にPreclarissimus liber elementorum Euclidisとしてヴェネツィアで出版された。
天文学の分野では『惑星理論』(Theorica Planetarum）を著した。アルマゲストの天体定数やトレド表のデータから惑星の逆行の時期を求めることを試みた。他に『天球論』(Tractatus de Sphaera)や暦に関する著書 『コンプトゥス』(De computo)がある。